# مؤسسه آموزشی
مؤسسه آموزشی (به انگلیسی: educational institution) به تشکیلاتی گفته می‌شود که برای مقاصد آموزشی و علمی تشکیل می‌شود و اعضای آن به فعالیت و خدمات آموزشی می‌پردازند. موسسات آموزشی در مفهوم عام خود شامل مهد کودک، مدرسه، دبیرستان، دانشگاه می‌شود. این موسسات معمولاً دارای اعضا ثابت یا غیر ثابت هستند که آموزش‌های مختلف در زمینه‌های مختلف را فرا می‌گیرند. موسسات معمولاً موسسات غیر تجاری هستند که دارای شخصیت حقوقی مستقل می‌باشند. همچنین این موسسات ممکن است برای امور اقتصادی یا غیر اقتصادی تشکیل شوند.

## مقاطع مؤسسات آموزشی در نظام آموزش و پرورش و وزارت علوم ایران

### ابتدایی
- مهدکودک
- مدرسه

### متوسطه
- دبیرستان
- هنرستان

### عالی
- دانشگاه
- دانشکده
- موسسه آموزش عالی
- پژوهشکده دانشگاهی
- موسسه آموزشی بین المللی

## انواع موسسات آموزشی
- آموزشگاه آموزش زبان خارجی
- آموزشگاه صنایع دستی
- آموزشگاه سینمایی
- آموزشگاه کنکور
- آموزشگاه موسیقی
- آموزشگاه هنرهای تجسمی
- آموزشگاه خلبانی
- آموزشگاه تئاتر و بازیگری
- آموزشگاه علمی آزاد
- مؤسسه اعزام دانشجو
- مؤسسه الکترونیکی
- و…[۲]